# Piotr Mohyła
Piotr Mohyła (ukr. Петро Могила, rum. Petru Movilă; ur. 21 grudnia 1596 w Suczawie, zm. 1 stycznia 1647 w Kijowie) – biskup, prawosławny metropolita kijowski, święty.

## Życiorys
Był synem hospodara Szymona z mołdawskiego rodu Mohyłów, który w XVI i XVII wieku odegrał istotną rolę w polityce zagranicznej Rzeczypospolitej, zwłaszcza w zakresie skomplikowanych stosunków ze Stambułem i Wiedniem. Piotr Mohyła w wieku dorastania przebywał w latach 1607–1620 na zamku hetmana Stanisława Żółkiewskiego w Żółkwi, gdzie uczył się rzemiosła wojskowego i dworskiej ogłady. Następnie zdobył staranne wykształcenie humanistyczne i teologiczne we lwowskiej szkole brackiej, kolegium jezuickim oraz podczas studiów, prawdopodobnie na Sorbonie. Po powrocie do kraju służył w wojsku, walcząc między innymi pod Cecorą i Chocimiem. Później przyjął postrzyżyny mnisze i święcenia kapłańskie.
W 1628 procesował się z Aleksandrem Blizińskim herbu Korczak. W 1628 za zgodą króla Zygmunta III został archimandrytą prawosławnej kijowskiej ławry Peczerskiej. W 1632 w Warszawie został wybrany metropolitą kijowskim po usunięciu przez Władysława IV z tego stanowiska Izajasza Kopińskiego. Święcenia biskupie przyjął w 1633 r. w Cerkwi Wołoskiej we Lwowie. Rozwijał szkolnictwo, słowo drukowane, troszczył się o kształcenie młodzieży, głównie w utworzonym przez siebie w 1632 Kolegium Kijowskim, zwanym potem Mohylańskim (od 1658 Akademia Mohylańska w Kijowie). Chciał przekształcić prawosławie w równoprawnego partnera religii rzymskiej i kultury polsko-łacińskiej w Rzeczypospolitej, działał na rzecz zbliżenia pomiędzy unitami i dyzunitami oraz zwalczał tendencje promoskiewskie. Szły za tym głębokie reformy liturgiczne i administracyjne. Na sejmie walnym Piotr Mohyła domagał się między innymi likwidacji zarządzeń zabraniających budowania prawosławnych cerkwi, żądał otwarcia szkół, drukarni. Po śmierci króla Zygmunta III, pod wpływem Mohyły, kandydat na tron Władysław wydał tzw. „paragrafy uspokojenia narodu ruskiego”.
Jego dewizą było nawoływanie do spokoju między wyznaniami. Z jego inicjatywy odbudowano pozostające w ruinie takie kijowskie cerkwie jak: Sobór Mądrości Bożej, cerkiew św. Spasa na Berestowie (po 1638–1644), kaplicę na miejscu Cerkwi Dziesięcinnej (1635–1654), Sobór Zaśnięcia Matki Bożej w ławrze Pieczerskiej (przed 1642), Sobór św. Michała w Monasterze Wydubickim (po 1639), Cerkiew Trzech Świętych Hierarchów (po 1638). W dniu 9 marca 1633 hierarcha konsekrował Sobór Przemienienia Pańskiego w Lublinie. Z jego inicjatywy król Władysław IV wydał zgodę na wybudowanie cerkwi Świętego Ducha w Wilnie (1632–1638).
W 1638, po wydaniu królewskiego uniwersału wzywającego do prawosławno-unickiego porozumienia, Izajasz Kopiński ogłosił Piotra Mohyłę apostatą.
Piotr Mohyła opublikował wiele ksiąg liturgicznych i teologicznych, m.in. konfesję Orthodoxa Confessio Fidei. Miał nadzwyczajne zdolności organizacyjne. Zostawił po sobie ogromną spuściznę kulturalną. Oddziaływał na cały ówczesny świat prawosławny. Dzięki niemu znamy np. historię o uratowaniu mołdawskiej stolicy przed Kozakami zaporoskimi przez św. Jana Nowego. Wstawiennictwo świętego sprawiło, że Bóg pokarał kozaków śmiercią w wezbranych wodach Suczawy.
W dniach 14 i 15 grudnia 1996 metropolitę kijowskiego Piotra Mohyłę uroczyście kanonizowano w ławrze Peczerskiej.
Pamiętnikarz jego czasów i prawosławny szlachcic ruski Joachim Jerlicz tak nakreślił jego portret:
„Żył pobożnie, szlachetnie, w umiarkowaniu, w pobożnych dziełach, czuwając zawsze nad nierozerwalnością Kościoła Bożego i pasąc swoje stado, co nie przeszkadzało, że był spragniony chwały tego świata”.

## Kanonizacja
W 1996 synody Ukraińskiego Kościoła Prawosławnego Patriarchatu Kijowskiego i Ukraińskiego Kościoła Prawosławnego Patriarchatu Moskiewskiego kanonizowały go.

## Literatura
- Halina Kowalska: Mohiła (Moghiła, Moviła) Piotr h. własnego (1596—1647). [W:] Polski Słownik Biograficzny. T. XXI/3, zeszyt 90. Wrocław — Warszawa — Kraków — Gdańsk: Zakład Narodowy Imienia Ossolińskich, Wydawnictwo Polskiej Akademii Nauk, 1976, s. 568—572.
- Енциклопедія українознавства. T. 5. Lwów, 1993, s. 1632. (ukr.)